# اچ‌ام‌اس هیدرا (۱۸۳۸)

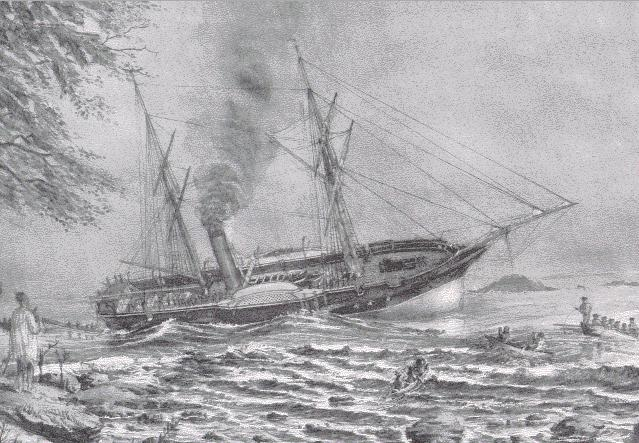
اچ‌ام‌اس هیدرا (۱۸۳۸)

اچ‌ام‌اس هیدرا (۱۸۳۸) (به انگلیسی: HMS Hydra (1838)) یک کشتی بود که طول آن ۱۶۵ فوت (۵۰ متر) (gundeck) بود. این کشتی در سال ۱۸۳۸ ساخته شد.